# Karstarma emdi
Karstarma emdi is een krabbensoort uit de familie van de Sesarmidae. De wetenschappelijke naam van de soort is voor het eerst geldig gepubliceerd in 1995 door Ng & Whitten.
Het IUCN beschouwt de soort als kritiek bedreigd.